# Jos Lacroix
Jos Lacroix (Beek, 23 februari 1952 – 17 februari 2020) was een Nederlands profvoetballer die uitkwam voor MVV en Helmond Sport.

## Loopbaan
Jos Lacroix begon met voetballen bij VV Caesar uit zijn geboorteplaats Beek. In 1971 werd hij met die club op 19-jarige leeftijd landskampioen bij de zondagamateurs. Na dit succes maakte de verdediger de overstap naar het naburige MVV.
In Maastricht veroverde Lacroix direct een basisplaats bij de club die begin jaren zeventig een aantal goede seizoenen kent in de  eredivisie. Na het vertrek van Willy Brokamp naar Ajax in 1974 ging het langzaam bergafwaarts met MVV. Twee jaar later degradeerde Lacroix met de club naar de Eerste divisie.  
Na het seizoen 1977-1978 keerden Lacroix en MVV via winst in de nacompetitie terug op het hoogste niveau. Nadat hij in het seizoen 1979-1980 zijn basisplaats verloor, vertrok Lacroix in de zomer van 1980 naar Helmond Sport. 
Met de Helmonders werd Lacroix in seizoen 1981-1982 kampioen van de Eerste divisie. Na twee seizoenen op het hoogste niveau (de enige twee seizoenen uit de hele clubhistorie), degradeerde hij met Helmond Sport in 1984 weer uit de Eredivisie, waarna Lacroix op 32-jarige leeftijd een punt zette achter zijn actieve voetballoopbaan.
Zijn zoon Ramon Lacroix speelde eind jaren negentig vier seizoenen betaald voetbal voor MVV. Jos Lacroix overleed in 2020 op 67-jarige leeftijd.